# Aeroportul Rome State
Aeroportul Rome State (IATA: REO, ICAO: KREO, FAA LID: REO) este un aeroport din Oregon, Statele Unite ale Americii ce deservește zona Rome⁠(d). A fost numit după zona deservită.
Situat la o altitudine de 1.235 m, aeroportul dispune de 1 pistă.

## Infrastructură

### Piste
Aeroportul dispune de o singură pistă. Pista 03/21 are suprafața de pietriș și dimensiunile 6.000 picioare × 150 picioare. 